# همه می‌توانند پولدار شوند به‌جز فقرا
همه می‌توانند پولدار شوند به‌جز فقرا (ایتالیایی: Tutti possono arricchire tranne i poveri) یک فیلم کمدی ایتالیایی به کارگردانی مائورو سِوِرینو است که در سال ۱۹۷۶ منتشر شد.

## گزیدهٔ بازیگران
- باربارا بوشه
- انریکو مونتسانو
- آنا ماتزامائورو
- پائولو پائولینی
- اینیاتسیو لئونه
- توم فلگی
- گرتا وَیان